# Bocșa Mare
Bocșa Mare – wieś w Rumunii, w okręgu Hunedoara, w gminie Certeju de Sus. W 2011 roku liczyła 3 mieszkańców.